# نهر لافاكا
نهر لافاكا هو نهر صالح للملاحة في ولاية تكساس الأمريكية. يبدأ في الجزء الشمالي الشرقي من مقاطعة غونزاليس ويجري إلى الجنوب الشرقي لمسافة 115 ميل (185 كـم) حتى يفرغ في خليج لافاكا، وهو أحد مكونات خليج ماتاجوردا.